# リチャード・タタソール
リチャード・タタソール（Richard Tattersall、1724年 - 1795年）は、イギリスの実業家。競走馬の競売を世界で初めて業務として成立させたことで知られる。

## 経歴
1724年、ランカシャー西部のハーストウッド村で生まれる。父は熱心なジャコバイトであったがリチャードは政治活動に関心を抱かず、チャールズ・エドワード・ステュアートが1745年に起こした反乱の戦火がランカシャーに及んだことを嫌い、ロンドンに移住した。1753年に馬を扱う業者「ビーバーズ倉庫」に馬丁として就職。やがてジョッキークラブのメンバーだったキングストン公爵直属の馬丁となり、ジョッキークラブと深い関わりをもつようになった。1766年、リチャードはキングストン公爵を通じて知り合ったグローヴナー伯爵からロンドンのベレグレイヴィア地区にある伯爵所有の土地を借り受け、馬の取引を行う会社（タタソールズ社）を設立。競売形式で競走馬、狩猟馬、乗用馬、猟犬などの取引を行った。競走馬を競売形式で取引したのはタタソールズ社が世界で初めてであり、事業は大きな成功を収めた。事業を通じてタタソールはジョッキークラブとの繋がりを深めていき、ロンドンにおけるクラブの会合場所として建物の一角を提供するまでに至った。
1779年、ボリンブルック卿から競走馬ハイフライヤーを2500ポンドで譲り受け、種牡馬にした。ハイフライヤーは1785年から1798年にかけて13回リーディングサイアー（勝利数による統計）を獲得し、リチャードは種付け料や自らの繁殖牝馬と交配して生まれた仔馬の売却によって莫大な利益を得た。本業に加え競走馬生産者としても成功を収めたことで、リチャードのイギリス競馬界における名声は大いに高まった。
1780年、タタソール自身の私的な会員制クラブをつくり、会員のみで賭けのやり取りを行うようになった。 現在でも競馬場の区画の中で会員制のものの一つをタタソールズ・リングと呼ぶことがあるが、これはタタソールが賭事を仕切っていた名残と考えられている。
リチャードが設立したタタソールズ社は子孫に引き継がれ、現在もイギリスで競走馬競売事業を手掛けている。